# Pistolet maszynowy Madsen Model 1946
Pistolet maszynowy Madsen Model 1946 kal. 9 mm – duński pistolet maszynowy produkowany przez firmę Dansk Industri Syndikat Madsen w Kopenhadze

## Historia
W 1946 roku w duńskiej firmie Dansk Industri Syndikat Madsen opracowano pistolet maszynowy dostosowany do 9 × 19 mm naboju pistoletowego Parabellum. Pistolet ten produkowano dla armii duńskiej oraz na eksport. W niektórych armiach używany jest do chwili obecnej, np. w armii Paragwaju.
Na początku lat pięćdziesiątych XX wieku w związku z rozpoczęciem produkcji nowego modelu pistoletu maszynowego Madsen Model 1950 zaniechano jego produkcji.

## Konstrukcja
Pistolet maszynowy Madsen Model 1946 kal. 9 mm działa na zasadzie odrzutu zamka swobodnego i zasilany jest z 32-nabojowego magazynka pudełkowego. Obudowa pistoletu (razem z chwytem tylnym i gniazdem magazynka) składa się z dwóch symetrycznych elementów tłoczonych. Połączone są one w części tylnej z zawiasem, a z przodu nakrętką mocującą lufę. Wyposażony jest w bezpiecznik nastawny (umieszczony z lewej strony komory zamkowej nad osłoną języka spustowego) oraz samoczynny (dźwignia usytuowana za włazem magazynka). Naciśnięcie dźwigni i odbezpieczenie broni następuje po objęciu dłonią magazynka. 